# Ель Заліж

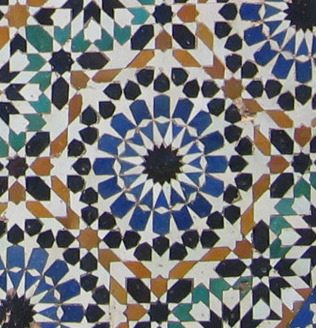
Плитки залжу, які прикрашають фонтан із витонченими ісламськими геометричними візерунками в Палаці Ель Хадін, Мекнес, Марокко

Ель Заліж ( Арабською: [zˈliʑ]  ; араб. الزليج) — це мозаїчний кахель. Керамічна плитка, виготовлений з окремих невеличких геометричних кахлів, встановлених у гіпсову основу. Цей вид ісламського мистецтва є однією з головних характеристик марокканської архітектури. Він використовується для декорування стін, стель, фонтанів, підлоги, басейнів та столів. Марокканські традиційні кахлі можна зустріти всередині відомих будівель, таких як Мечеть Аль-Карауїн у Фесі, Альгамбра в Гранаді, Велика мечеть Кордоби, Мадреса Бен Юссефа в Марракеші та Мечеть Хасана II у Касабланці. 

## Історія
Цей вид мистецтва виник з необхідності ісламських художників створювати твори, які б уникали зображень живого, що відповідало вченню ісламського права. 
Ель Заліж розквітав в період Іспано-Мавританського мистецтва (алулєжу) у місцевості, відомій як Аль-Андалус (сучасна Іспанія ) між 711–1492 роками. Техніка виробництва цього кахлю досягла найбільшої майстерності під час правління династії Насрідів, династії Маринідів та династії Заянідів  —  приблизно у XIV столітті вони усіліяко підтримували використання заліжу, запровадивши такі кольори, як синій, зелений та жовтий. Червоний був доданий лише XVII століття. 
Меценати мистецтва використовували заліж здебільшого для оздоблення своїх осель для підкреслення розкоші та витонченості смаку.  
Міста Фес і Мекнес в Марокко залишаються центрами цього мистецтва.

## Глини для Ель Заліжу
Фес і Мекнес в Марокко досі є центрами виробництва кахлю ель заліжу, використовуючи сіру глину міста Феса періоду міоцену. Глина цього регіону складається в основному з каолініту. Склад глини: 2-56% - глинисті мінерали,  3-29% - кальцит. 

## Форми та тенденції
У міру того, як колірна палітра плиток заліжу розширювалась та наповнювалась протягом століть, стало можливим розширення композиції полотен нескінченно. Найактуальнішою формою мозаїчного кахлю є квадрат. Інші форми: восьмикутник у поєднанні з кабошоном, зіркою, хрестом тощо.  
 На кахлях ель заліжу часто можна зустріти написи, зроблені куфічним почерком, оскільки він добре вписується в геометрію мозаїчних кахлів, а візерунки часто досягають центральної точки, утворюючи символ Руб ель Хіжб. Теселяції сьогодні відіграють особливу роль для наукових дослідженняьх в області математики мистецтва. 

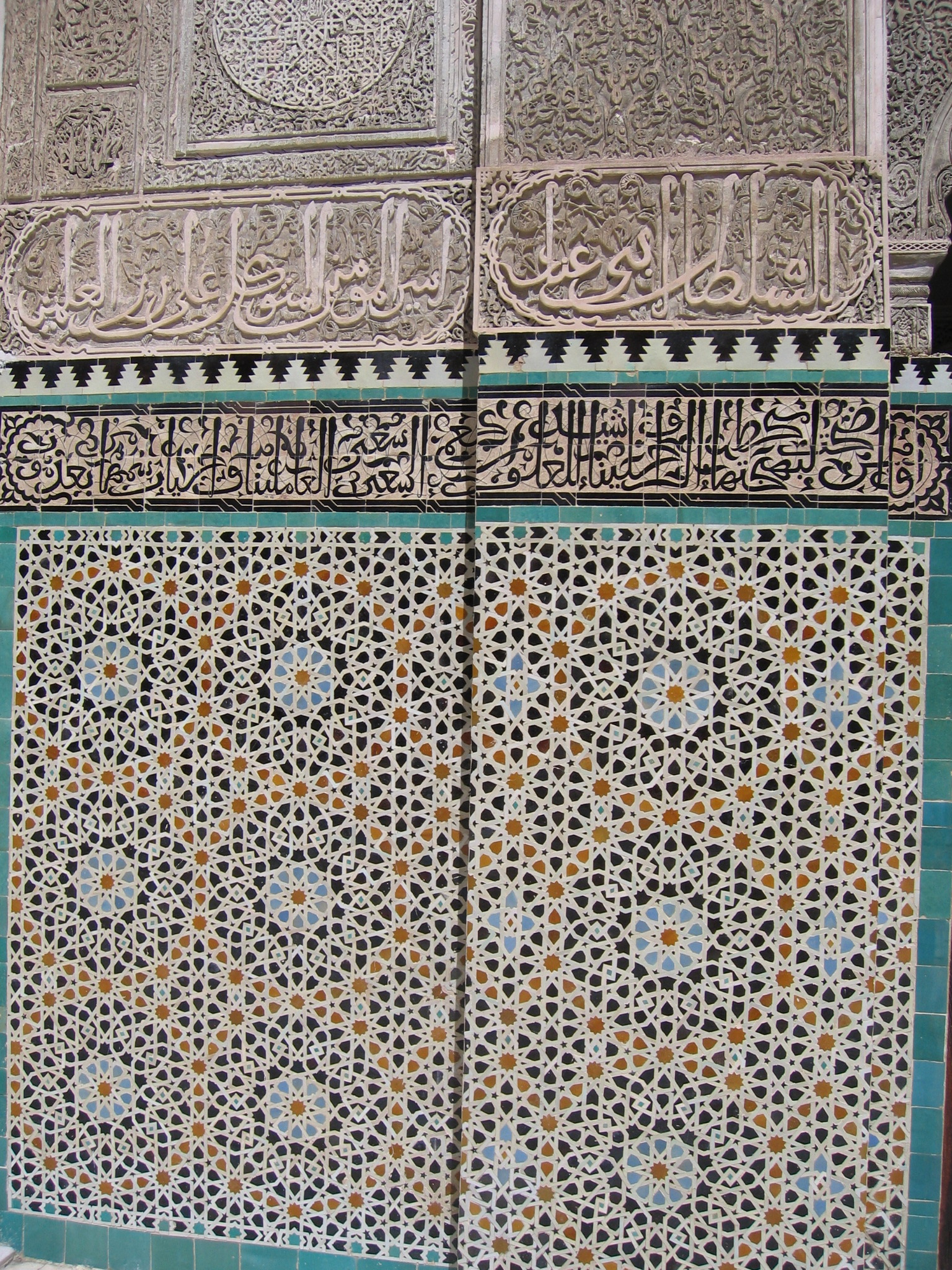
Медреса Боу Інанія, Фес, Марокко
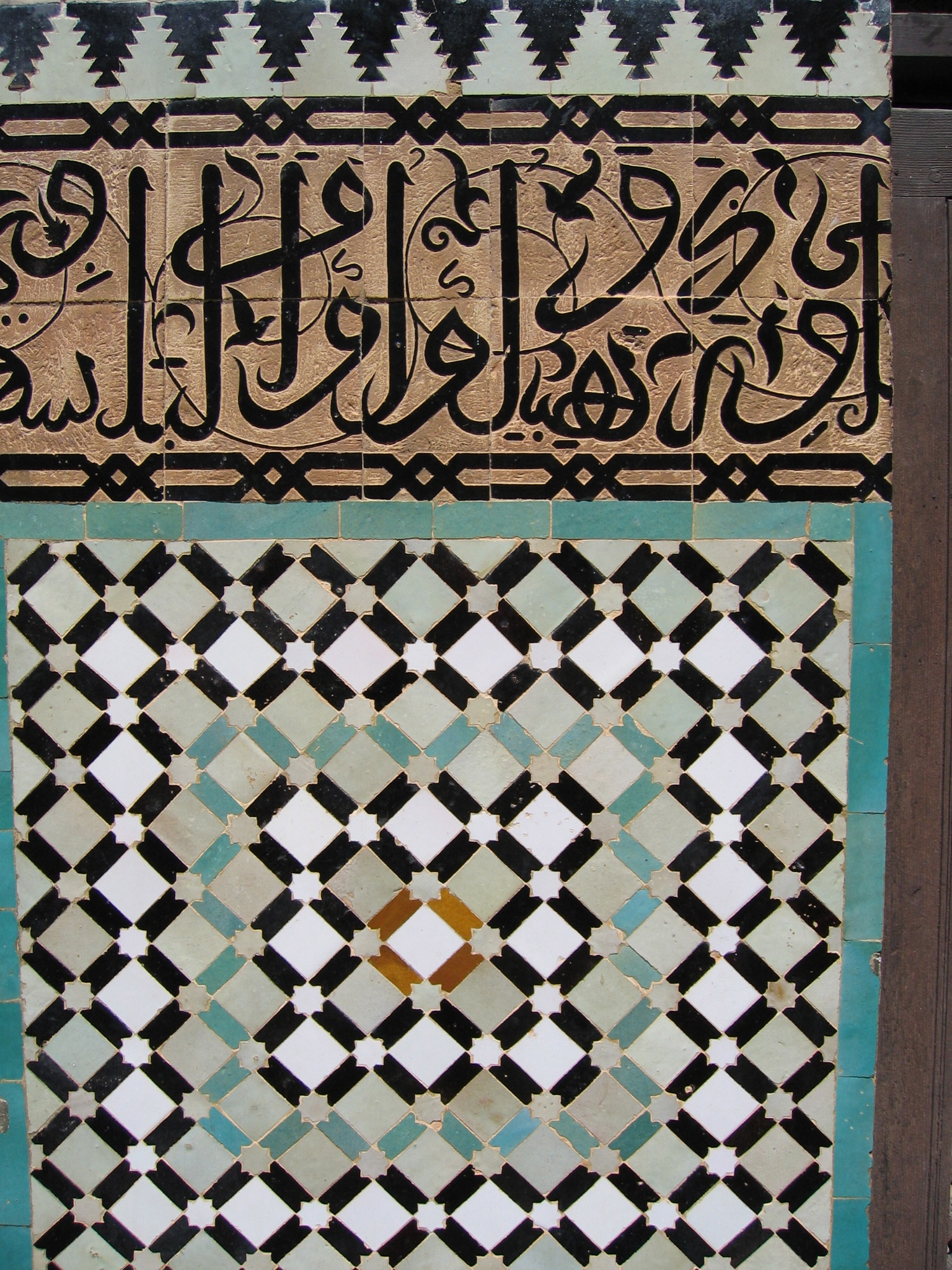
Медреса Боу Інанія, Фес, Марокко
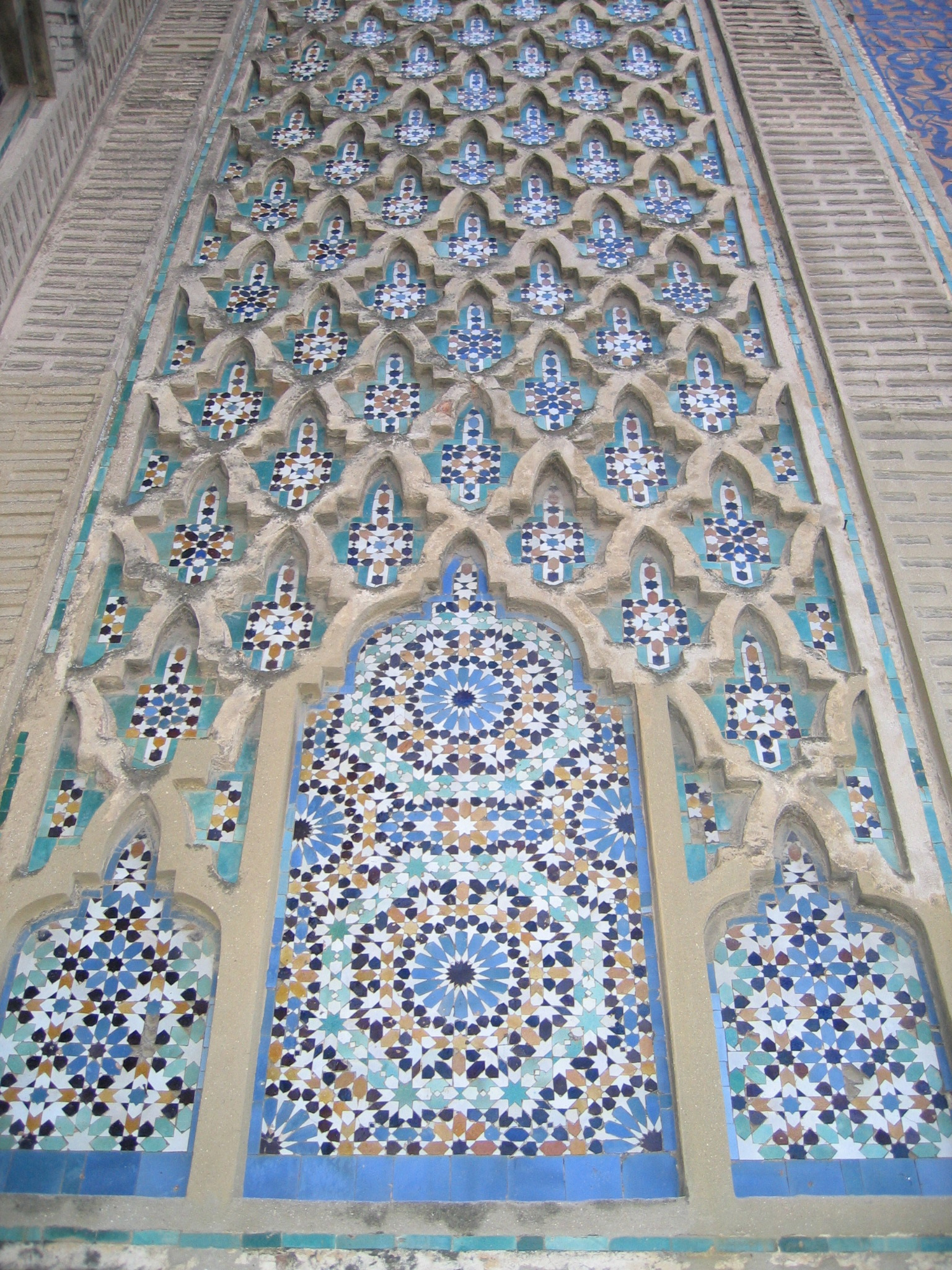
Ворота Баб ель Мансур, Мекнес
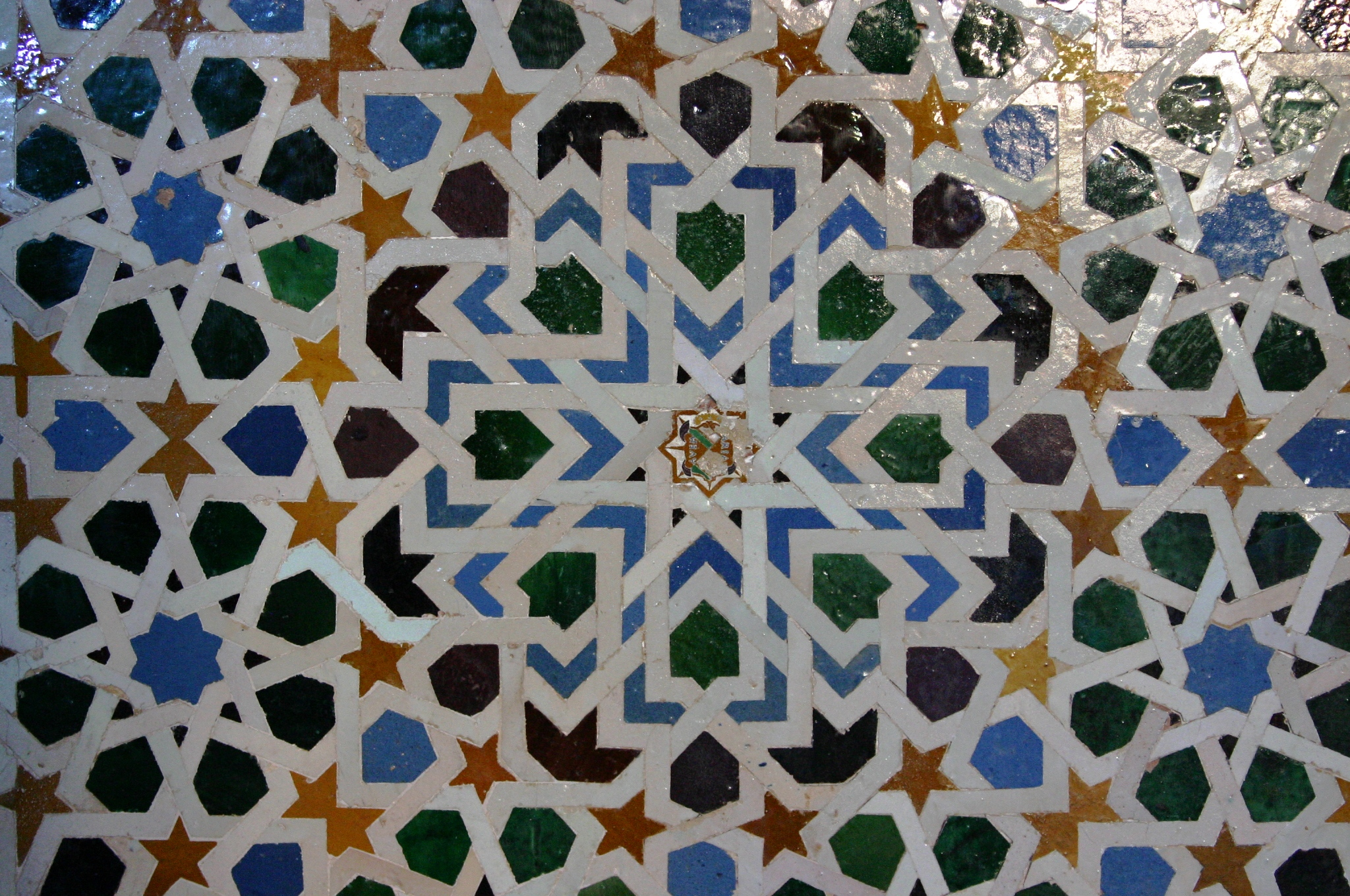
Ель заліж в Альгамбрі, Гранада, Іспанія

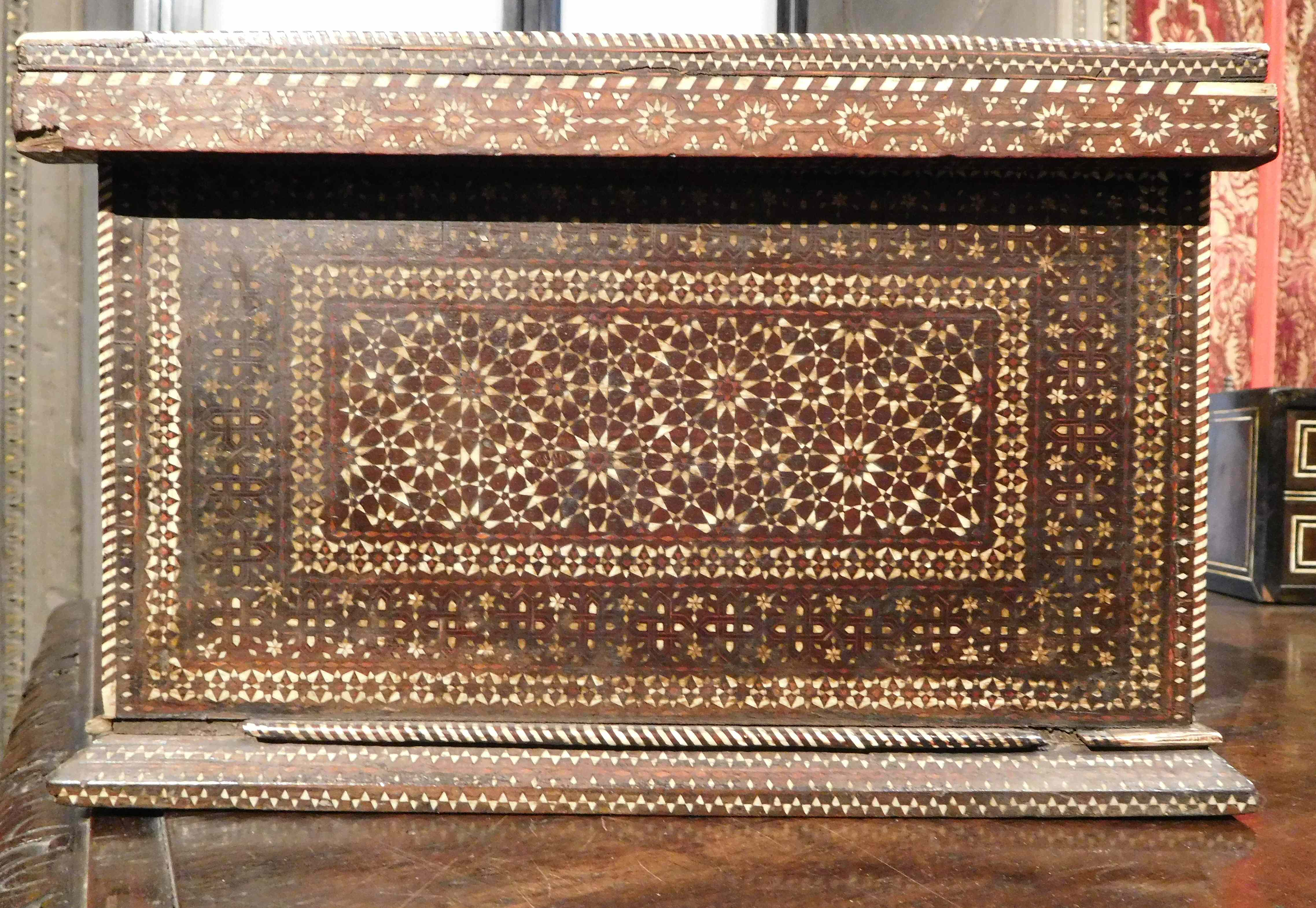
Дерев’яний ящик, інкрустований слоновою кісткою з геометричними мотивами, схожими на ель заліж. Італія (Флоренція чи Венеція) 15 ст.

Ісламське мистецтво мало значний вплив на західне мистецтво, коли венеціанські купці привозили товари багатьох видів назад в Італію у 14 столітті. 

## Виробництво ель заліжу
Виробництво заліжу вважається мистецтвом саме по собі. Техніки передаються з покоління в покоління. Тривале навчання починається з раннього дитинства, щоб постійно вдосконалювати необхідні навички.  У 1993 р. Уряд Марокко скасував практику навчання дітей раннього віку у віці від 5 до 7 років, коли Конвенція про права дитини (КПР) була ратифікована.  Зараз молодь вивчає виготовлення ель заліжу в одній із 58 ремісничих шкіл в Марокко. Однак інтерес до навчання цього ремесла наразі знижується. Станом на 2018 рік, у ремісничій школі у Фесі з 400 учнів лише 7 навчаються мистецтва заліжу. 